# Communauté de communes de la région de Montebourg
La communauté de communes de la Région de Montebourg est une ancienne communauté de communes française, située dans le département de Manche et la région Normandie.

## Historique
La communauté de communes de la Région de Montebourg est créée le 29 décembre 1995.
Le 1er janvier 2017, elle fusionne avec les communautés de communes de Douve et Divette, des Pieux, de la Côte des Isles, de la Vallée de l'Ouve, du Cœur du Cotentin, du Val de Saire, de Saint-Pierre-Église et de la Saire auxquelles s'ajoutent les communes nouvelles de Cherbourg-en-Cotentin et de La Hague pour former la communauté d'agglomération du Cotentin.

## Composition
L'intercommunalité fédérait les vingt-deux communes de l'ancien canton de Montebourg, intégrée depuis 2015 au canton de Valognes :
| Nom                        | Code Insee | Gentilé           | Superficie (km2) | Population (dernière pop. légale) | Densité (hab./km2) |
| -------------------------- | ---------- | ----------------- | ---------------- | --------------------------------- | ------------------ |
| Azeville                   | 50026      | Azevillais        | 3,00             | 93 (2014)                         | 31                 |
| Écausseville               | 50169      | Écaussevillais    | 5,27             | 100 (2014)                        | 19                 |
| Émondeville                | 50172      | Émondevillais     | 5,33             | 362 (2014)                        | 68                 |
| Éroudeville                | 50175      | Éroudevillais     | 4,86             | 239 (2014)                        | 49                 |
| Flottemanville             | 50186      | Flottemanvillais  | 4,85             | 185 (2014)                        | 38                 |
| Fontenay-sur-Mer           | 50190      | Fontenayais       | 8,18             | 176 (2014)                        | 22                 |
| Fresville                  | 50194      | Fresvillais       | 13,94            | 362 (2014)                        | 26                 |
| Le Ham                     | 50227      | Hamois            | 3,86             | 334 (2014)                        | 87                 |
| Hémevez                    | 50241      | Hémeveziens       | 4,30             | 183 (2014)                        | 43                 |
| Joganville                 | 50258      | Joganvillais      | 2,87             | 109 (2014)                        | 38                 |
| Lestre                     | 50268      | Lestrais          | 7,57             | 265 (2014)                        | 35                 |
| Montebourg                 | 50341      | Montebourgeois    | 5,89             | 2 078 (2014)                      | 353                |
| Ozeville                   | 50390      | Ozevillais        | 4,70             | 153 (2014)                        | 33                 |
| Quinéville                 | 50421      | Quinévillais      | 4,60             | 291 (2014)                        | 63                 |
| Saint-Cyr                  | 50461      | Saint-Cyriens     | 5,70             | 197 (2014)                        | 35                 |
| Saint-Floxel               | 50467      | Saint-Floxelais   | 8,45             | 483 (2014)                        | 57                 |
| Saint-Germain-de-Tournebut | 50478      | Saint-Germanais   | 13,91            | 412 (2014)                        | 30                 |
| Saint-Marcouf              | 50507      | Saint-Marculfiens | 13,38            | 336 (2014)                        | 25                 |
| Saint-Martin-d'Audouville  | 50511      | Saint-Martinais   | 3,64             | 134 (2014)                        | 37                 |
| Sortosville                | 50578      | Sortosvillais     | 2,48             | 98 (2014)                         | 40                 |
| Urville                    | 50610      | Urvillais         | 5,15             | 201 (2014)                        | 39                 |
| Vaudreville                | 50621      | Vaudrevillais     | 3,03             | 74 (2014)                         | 24                 |

## Administration
Le siège de la communauté de communes était situé à Montebourg.

### Conseil communautaire
La communauté d'agglomération était administrée par le conseil de communauté, composé de trente-six conseillers, élus pour six ans.
À sa constitution et en vertu d'un accord local, le nombre de conseillers était de quarante. À la suite d'une Question prioritaire de constitutionnalité déposée par la ville de Salbris, le calcul de la répartition est invalidé dès que la composition du conseil communautaire change ; dans le cas de la comcom, l'élection partielle de Quinéville a forcé la recomposition en septembre 2015.
Les délégués étaient répartis selon l'importance comme suit :
| Nombre de délégués | Communes                                                         |
| ------------------ | ---------------------------------------------------------------- |
| 11                 | Montebourg                                                       |
| 2                  | Émondeville, Fresville, Saint-Floxel, Saint-Germain-de-Tournebut |
| 1                  | Les autres communes                                              |

## Présidence
Le bureau était constitué de neuf membres dont un président et quatre vice-présidents.
| Période                                  | Période       | Identité         | Étiquette | Qualité             |
| ---------------------------------------- | ------------- | ---------------- | --------- | ------------------- |
| président en nov. 1996                   | avril 2001    | Charles Thoumine |           | Maire d'Éroudeville |
| avril 2001                               | décembre 2016 | Christian Prime  | SE        | Maire d'Émondeville |
| Les données manquantes sont à compléter. |               |                  |           |                     |